# Ascluella symplocina
Ascluella symplocina är en svampart som först beskrevs av Paul Sydow, och fick sitt nu gällande namn av DiCosmo, Nag Raj & W.B. Kendr. 1983. Ascluella symplocina ingår i släktet Ascluella och familjen Dermateaceae.   Inga underarter finns listade i Catalogue of Life.